# Anello Beta
L'anello beta β che ruota attorno ad Urano, orbita ad una distanza di 45 661 km dal centro del pianeta, fra l'anello α e l'anello η; come gli altri anelli è molto sottile, la sua larghezza è compresa fra 5 e 11 km.